# Hassel (Amerikanische Jungferninseln)
Hassel Island (auch: Hassell Island) ist eine kleine bewohnte Insel südlich der Insel Saint Thomas in der Bucht von Charlotte Amalie in der Karibik. Sie gehört politisch seit 1976 zu den Amerikanischen Jungferninseln. Die Fläche beträgt 0,55 km².
Die Insel entstand 1860 durch Ausbaggerung der Landverbindung nach Saint Thomas.
Das Gebiet ist seit 1978 zu 95 % ein Bestandteil des Virgin-Islands-Nationalparks.
Am 19. Juli 1976 wurde die Insel in das National Register of Historic Places aufgenommen.

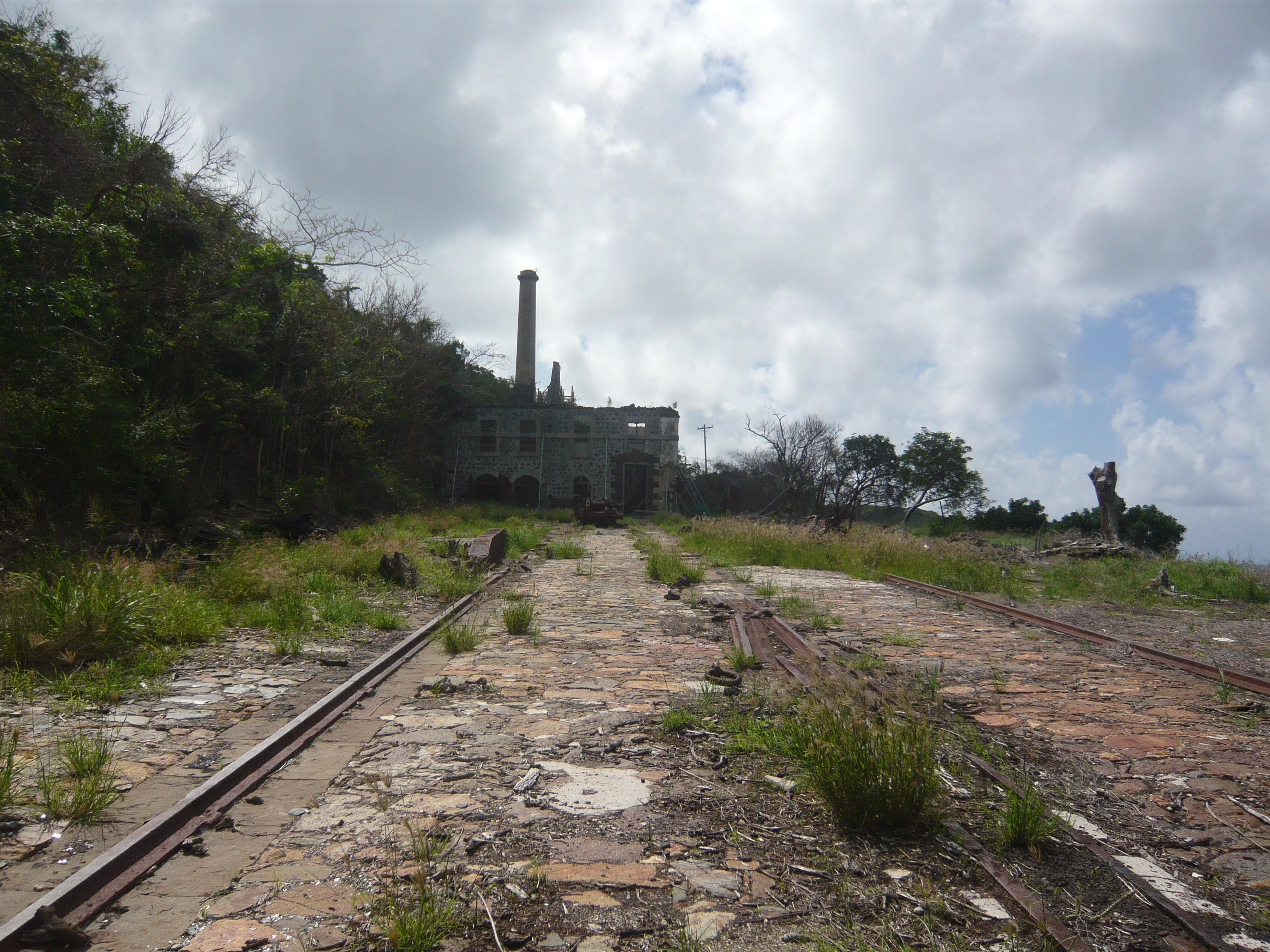
Creque Marine Railway